# 林韋愷
林韋愷（2003年2月9日—）為臺灣男子籃球運動員，場上位置為後衛，現效力於中國男子籃球職業聯賽青島國信海天雄鷹。

## 早年生活
2018年4月林韋愷在107學年度國中籃球聯賽季軍戰得14分、18籃板、6助攻、4抄截，幫助永吉國中獲得季軍。

## 大學生涯
2025年1月16日，林韋愷在大專籃球聯賽（UBA）113學年度男子組預賽對上萬能科技大學的比賽拿下53分，成為UBA94學年度後男一級賽事最高與賽史次高得分紀錄。2月24日，林韋愷在UBA113學年度男子組八強複賽對上黎明技術學院拿下20分，成為隊史首位達成千分里程碑的球員。3月30日，林韋愷在UBA113學年度男子組季軍戰拿下23分、5籃板、4助攻，最終臺灣師範大學不敵輔仁大學勇奪殿軍。

## 職業生涯
2025年7月26日，林韋愷在CBA選秀第一輪第十四順位被青島國信海天雄鷹選中。7月27日，林韋愷與青島國信海天雄鷹完成簽約。

## 外部連結
- 林韋愷的Instagram帳戶
- 林韋愷在fiba3x3.com（英语）